# Cyclopogon ellipticus
Cyclopogon ellipticus är en orkidéart som först beskrevs av Leslie Andrew Garay, och fick sitt nu gällande namn av Dodson. Cyclopogon ellipticus ingår i släktet Cyclopogon, och familjen orkidéer.
Artens utbredningsområde är Ecuador. Inga underarter finns listade i Catalogue of Life.